# Grand Prix Miguel Indurain 2013
La 64e édition du Grand Prix Miguel Indurain a eu le 30 mars 2013. La course fait partie du calendrier UCI Europe Tour 2013 en catégorie 1.1.

## Présentation

### Équipes
Classé en catégorie 1.1 de l'UCI Europe Tour, le Grand Prix Miguel Indurain est par conséquent ouvert aux UCI ProTeams dans la limite de 50 % des équipes participantes, aux équipes continentales professionnelles, aux équipes continentales et à des équipes nationales.
14 équipes participent à ce Grand Prix Miguel Indurain - 6 ProTeams, 2 équipes continentales professionnelles, 5 équipes continentales et 1 équipe nationale :
| Nom de l'équipe   | Pays       | Code |
| ----------------- | ---------- | ---- |
| Cannondale        | Italie     | CAN  |
| Euskaltel Euskadi | Espagne    | EUS  |
| Garmin-Sharp      | États-Unis | GRS  |
| Katusha           | Russie     | KAT  |
| Movistar          | Espagne    | MOV  |
| Saxo-Tinkoff      | Danemark   | TST  |

| Nom de l'équipe        | Pays     | Code |
| ---------------------- | -------- | ---- |
| Caja Rural-Seguros RGA | Espagne  | CJR  |
| Colombia               | Colombie | COL  |

| Nom de l'équipe                | Pays       | Code |
| ------------------------------ | ---------- | ---- |
| 472-Colombia                   | Colombie   | CO4  |
| Burgos BH-Castilla y León      | Espagne    | BUR  |
| Euskadi                        | Espagne    | EUK  |
| Lokosphinx                     | Russie     | LOK  |
| Optum-Kelly Benefit Strategies | États-Unis | OPM  |

| Nom de l'équipe              | Pays      | Code |
| ---------------------------- | --------- | ---- |
| Équipe nationale d'Argentine | Argentine | ARG  |

## Classement final
|    | Coureur            | Équipe                 |    | Temps           |
| -- | ------------------ | ---------------------- | -- | --------------- |
| 1  | Simon Špilak       | Katusha                | en | 4 h 50 min 46 s |
| 2  | Igor Antón         | Euskaltel Euskadi      | +  | 1 min 32 s      |
| 3  | Peter Stetina      | Garmin-Sharp           |    | 1 min 34 s      |
| 4  | Alejandro Valverde | Movistar               |    | 1 min 49 s      |
| 5  | Giampaolo Caruso   | Katusha                |    | 1 min 49 s      |
| 6  | Roman Kreuziger    | Saxo-Tinkoff           |    | 1 min 54 s      |
| 7  | Danail Petrov      | Caja Rural-Seguros RGA |    | 1 min 54 s      |
| 8  | Alberto Losada     | Katusha                |    | 1 min 54 s      |
| 9  | Daniele Ratto      | Cannondale             |    | 1 min 57 s      |
| 10 | Ángel Vicioso      | Katusha                |    | 1 min 58 s      |

## Liste des participants
- Liste de départ complète